# Minoritský klášter (Opava)
Minoritský klášter v Opavě se nachází na Masarykově třídě 39 čp. 342. Jeho fundace je datována do první poloviny 13. století. Klášter podle pověsti založil roku 1234 piastovský vévoda Měšek. Potvrzení fundace se připisovalo králi Václavovi I., avšak může spadat až pod reorganizační činnost jeho syna Přemysla Otakara II. Od roku 2014 klášter patří opět minoritskému řádu.

## Historie

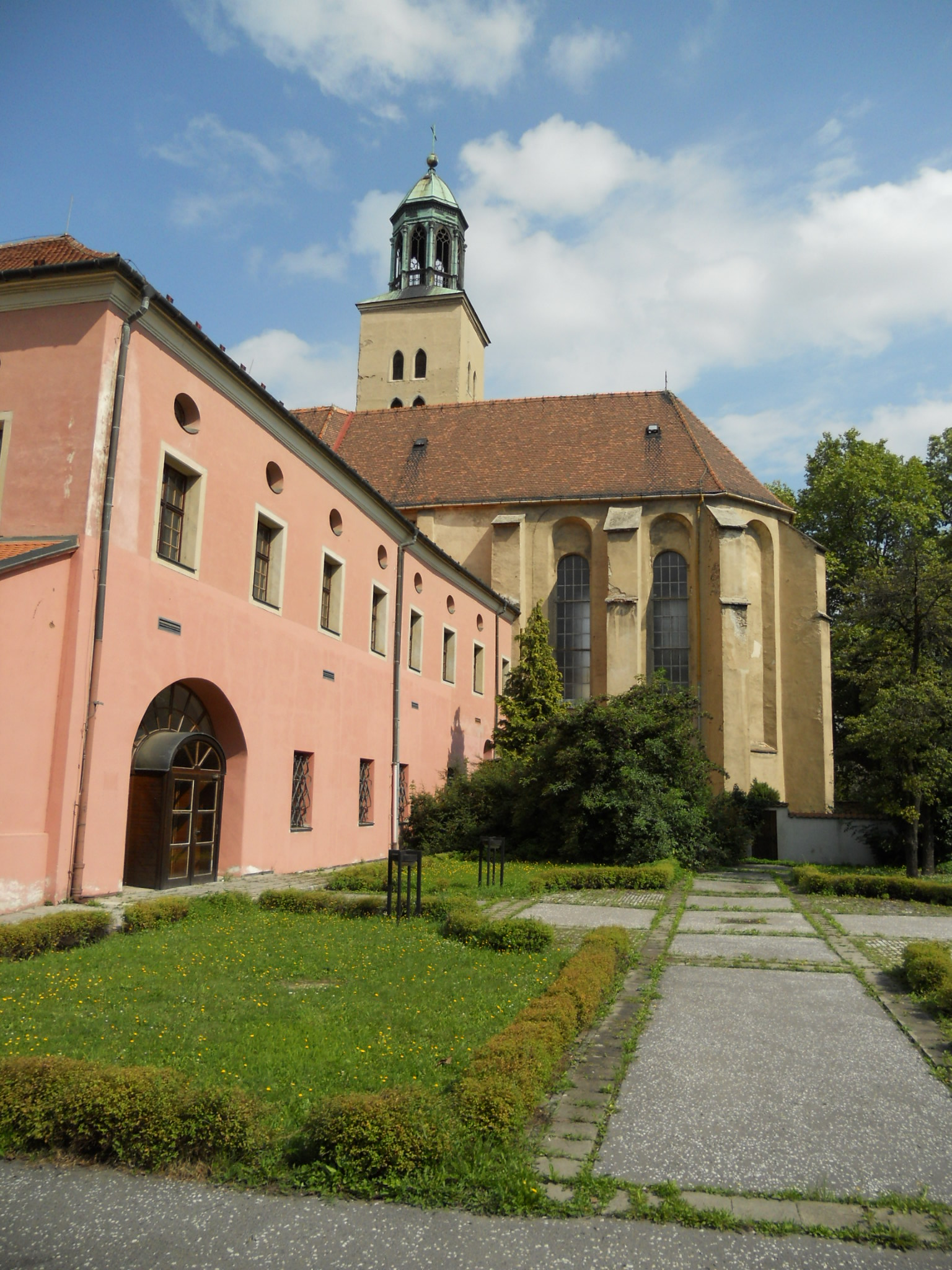
Minoritský klášter

### 13. století
Pro výstavbu minoritského kláštera poskytl markrabí Přemysl Otakar II. minoritům část vlastních pozemků mezi dobytčím trhem a městskými hradbami (dnešní Horní a Dolní náměstí). Tím byly splněny dva základní požadavky na umístění klášterů. Nacházel se zároveň na poměrně frekventovaném místě a minorité tak mohli působit na širokou vrstvu obyvatel. Opava a okolí byla pravděpodobně napadena Mongoly po bitvě u Lehnice roku 1241. Po té došlo k reorganizaci městské obce a jejího hospodářského zázemí.
Klášter je poprvé skutečně doložen 3. dubna roku 1250, kdy na kapitule konané v Hradci Králové za předsednictvím provinciála, fr. Bohuslava, byl přijat opavský konvent mezi kláštery česko-polské řádové provincie.
Minorité si museli opatřit provizorní obydlí a svatyni, aby mohli co nejdříve zahájit bohoslužby. Na počátku byly stavby zřejmě dřevěné, až po nashromáždění dostatečného množství peněz a stabilizaci konventu začali jednotlivé části nahrazovat zděnými objekty. Pevné zdi přiléhaly jako opěrné body k městským hradbám.

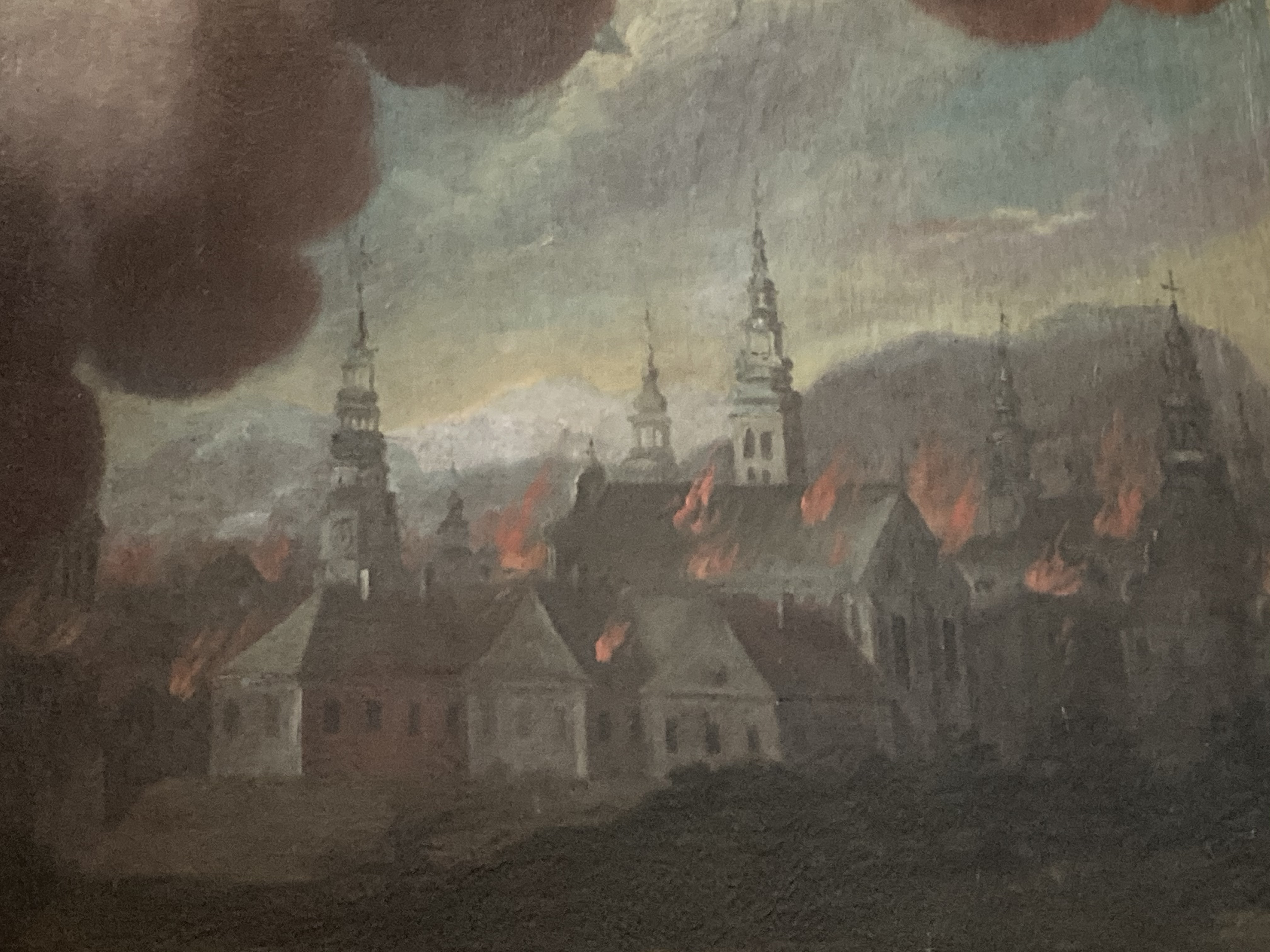
Detail na oltáři sv. Floriána v kostele Sv. Ducha zachycuje požár města v roce 1689 se soudobou podobou kláštera a kostela

Význam kláštera byl zřejmý na konci 13. století převážně dominantní stavbou kostela sv. Ducha. Vévoda Mikuláš I., který byl příznivcem minoritů, využíval při pobytech v Opavě právě kostel menších bratří. V poslední čtvrtině 13. století byl pravděpodobně minoritský klášter považován za nejvyšší a nemodernější opavský sakrální objekt.
Dne 9. července 1280 proběhla v klášteře provinciální kapitula svolaná do Opavy fr. Mikulášem z Moravy. Jako místo jednání představených všech minoritských klášterů česko-polské provincie byl opavský řádový dům vybrán znovu v roce 1294, kdy 6. června se zde opět konala provinciální kapitula fr. Dětřichem. Klášter hrál svou roli pokoje a míru stále. Roku 1282 zde byla ukončena krutá válka části šlechty z Opavska proti církvi.

Na přelomu 13. a 14. století tady pravděpodobně trávil čas významný středoevropský diplomat Antonín biskup czanadský, sám minorita.

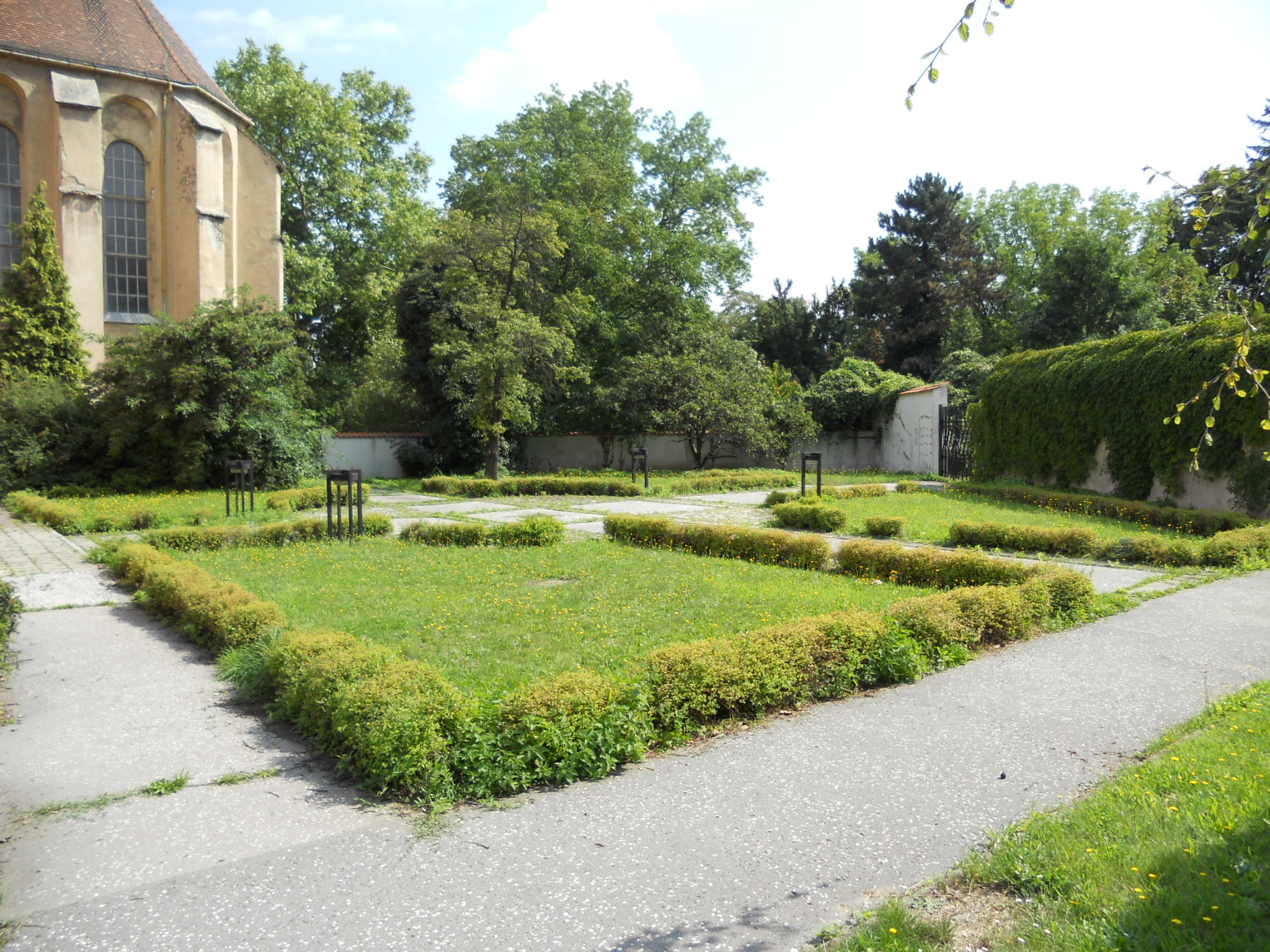
Minoritský klášter

### 14. století
Důležitou změnu v postavení kláštera přinesla vláda českého krále Václava II. na Opavsku. Panovník se rozhodl uvést do Opavy ženskou větev řádu sv. Františka. Po dohodě s mnichy věnoval panovník klariskám svůj dům a pozemek, který sousedil s klášterem na severní straně až po městské hradby. Zanedlouho na to se začal stavět ženský konvent s kamenným kostelem později sv. Kláry a Kateřiny, který byl dokončen patrně roku 1305 až v první polovině roku 1306. Z příkazu krále Václava III. se začalo chystat jeho svěcení czanadským biskupem Antonínem. Král 4. června 1306 náhle zahynul v Olomouci. Po jeho smrti převzal fundaci jeho strýc, vévoda Mikuláš I. Opavský, který potvrdil založení kostela 29. května 1307.
V roce 1362, vystavil vévoda Mikuláš II. ve prospěch minoritů v Opavě neznámé privilegium. Listina se pravděpodobně týkala finančních darů, které mohly být záminkou uložení zeměpána k poslednímu odpočinku u minoritů.
V první třetině 14. století prochází klášter přestavbou. V prostřední třetině 14. století došlo ke stržení presbytáře kostela sv. Ducha a nahrazení jeho hloubkově i výškově dimenzovaným presbytářem. Presbytář disponoval křížovou klenbou se třemi obdélnými a závěrovými pětibokými poli dosahující výšky více než 20m. Podle slohové polohy presbytáře lze předpokládat, že přestavba mohla být dokončena 24. června 1347, kdy se v klášteře sešla kapitula. V druhé polovině 14. století, se stavělo jižní křídlo konventu s refektářem a vstupním portálem. Stavební práce pak byly přesunuty na vstupní křídlo kláštera, spolu s ním se stavěla i křížová chodba, jejíž středověké zdivo západního ramene zůstalo v jádru zachováno a nepodlehlo radikální barokní přestavbě jako zbývající křídla, ve kterých byly v 18. století upraveny všechny okenní otvory a osazeny nové klenby. Už ve středověku byl stavebně využit i prostor před západním křídlem konventu. Směrem na západ se klášterní průčelí předsunulo před průčelí vlastního kostela zhruba do linie vytyčené vůči Dobytčímu trhu kostelem klarisek. Zde byla severní zeď prolomena dvoudílným kružbovým oknem s tufitovými žlabenými pruty, jehož pozůstatky odhalené v roce 1942 jsou dochovány na schodišti stoupajícím dnes k učebnám.

### 15.–16. století
Dne 31. července 1431 město Opava katastrofálně vyhořelo. Bylo zničeno nejen několik domů, ale také klášter minoritů a kostel sv. Ducha. Zasaženo bylo zejména severní a jižní křídlo konventu. Při opravách kapitulní síně, kdy se odhalilo zdivo východního křídla konventu, se zde stopy po požáru nenalezly. Shořely ale zemské desky opavského vévodství. Zemské desky byly opět obnoveny a byly uloženy 21. listopadu 1431 na opavském hradě, který nechal vystavět vévoda Přemysl. Soudní zasedání probíhala v klášteře už od konce 14. století a počátku 15. století. Také v 16. století zasedal opavský soud v minoritském klášteře. Roku 1575 začali opavští stavové přestavovat po dohodě s quardiánem a konventem starý dormitář na soudnici. Již z konce 15. století je doloženo, že klášter na vlastní náklady vystavěl v úseku, kde přiléhal klášterní areál, jednu z hradebních věží.

### 17. století
V červenci roku 1621 obnovený klášter vyplenili vojáci. V dobách reformace docházelo k poškození, často chyběly i podmínky pro údržbu a tak museli v 17. století minorité s donátory, Tvorskými a Kravař, přistoupit k opravám, ukončenými roku 1611 velkou přestavbou a zvýšením kostelní věže. Zdivo chrámového presbytáře bylo nejméně o 4 m sníženo. Kostel byl znovu zaklenut a v zazdívkách gotických oken byla nová otevřená barokní okna.
Roku 1666 si nechal zemský soud pronajmout část kapitulní síně, kterou nechal oddělit a zřídil zde archiv a registraturu.Téhož roku byla připojena velká centrální kaple na severní straně lodi.

### 18. století

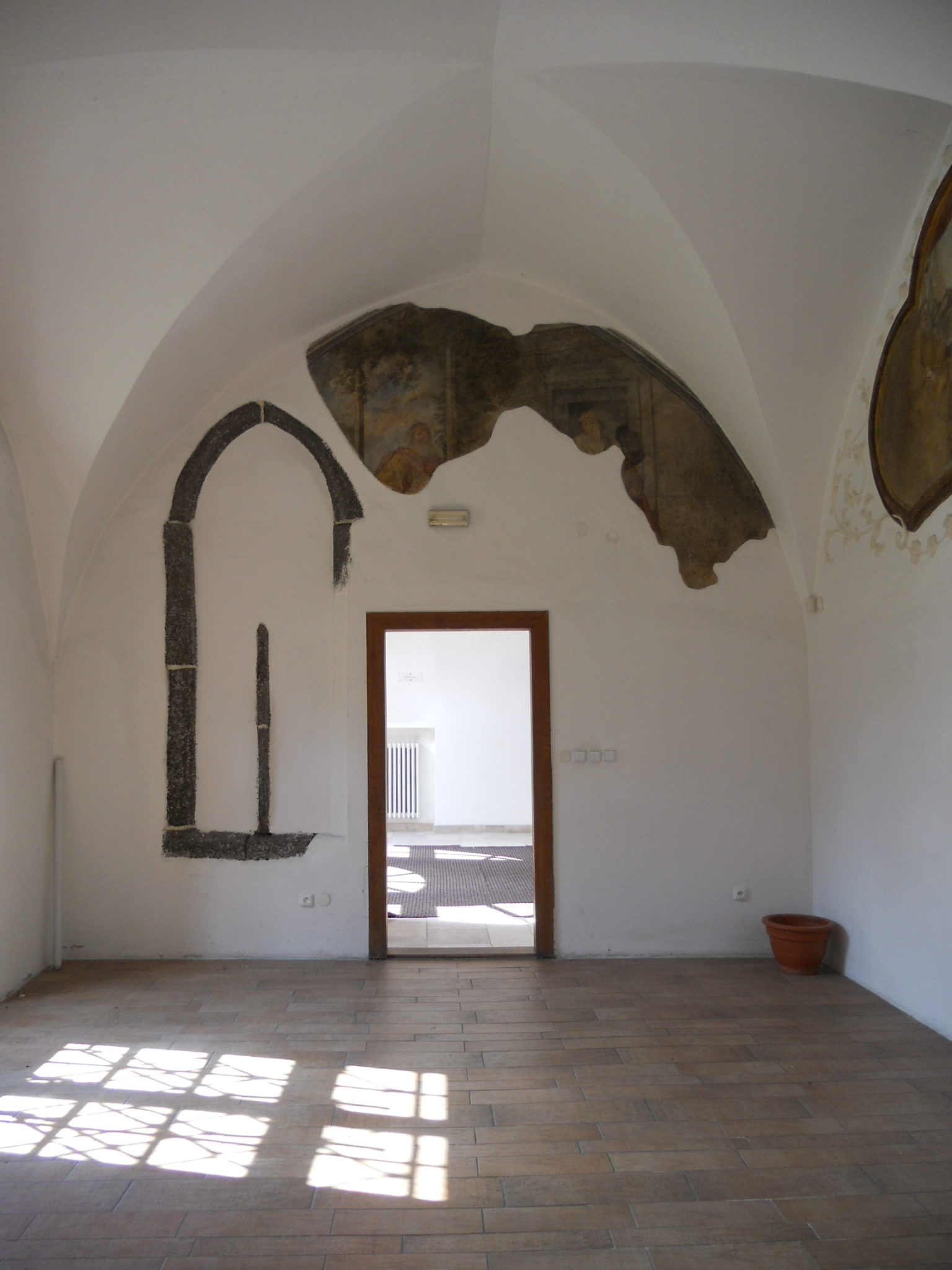
Zimní refektář

V severní části kláštera se nachází kostel sv. Ducha. Jednolodní kostel s úzkou a vysokou lodí a podlouhlým presbytářem je v jádře raně gotický. Roku 1690–1767 byl postupně barokizován. Do dnešní doby se dochoval gotický kapitulní sál a zimní refektář s freskovou výzdobou z 18. století. V roce 1714 byla chrámová loď otevřena trojici výklenkových kaplí s centrální kaplí sv. Antonína Paduánského. Dílo vybudováno na úkor kláštera klarisek. Roku 1731 bylo přistavěno západní průčelí kostela a poté se činnost zaměřila na prostor konventu. Roku 1735-58 vznikla dvě nová křídla na místě zbořených domů a klášter tak dospěl do dnešní podoby. V roce 1783 byla kostelu sv. Ducha přičleněna stavebně upravená bývalá oratoř a část jižního ambitu klarisek. V roce 1785 došlo ke zřícení druhé městské fary kostela sv. Ducha. Dne 20. června 1790–1794 došlo k dalšímu požáru, při něm byla zničena krypta s vévodskými náhrobky, která byla následně zasypána. Následnou výmalbu chrámu i severní centrální kaple obstaral malíř Ignác Günther.

### 19. století
V letech 1809–1846 fungoval v části kláštera vojenský špitál a po roce 1850–1883 tu sídlilo zemské finanční ředitelství. Do roku 1854 existovala v klášteře soudnice, posléze byla v těchto prostorách zřízena gymnaziální knihovna, která byla zničena při požáru v roce 1945.

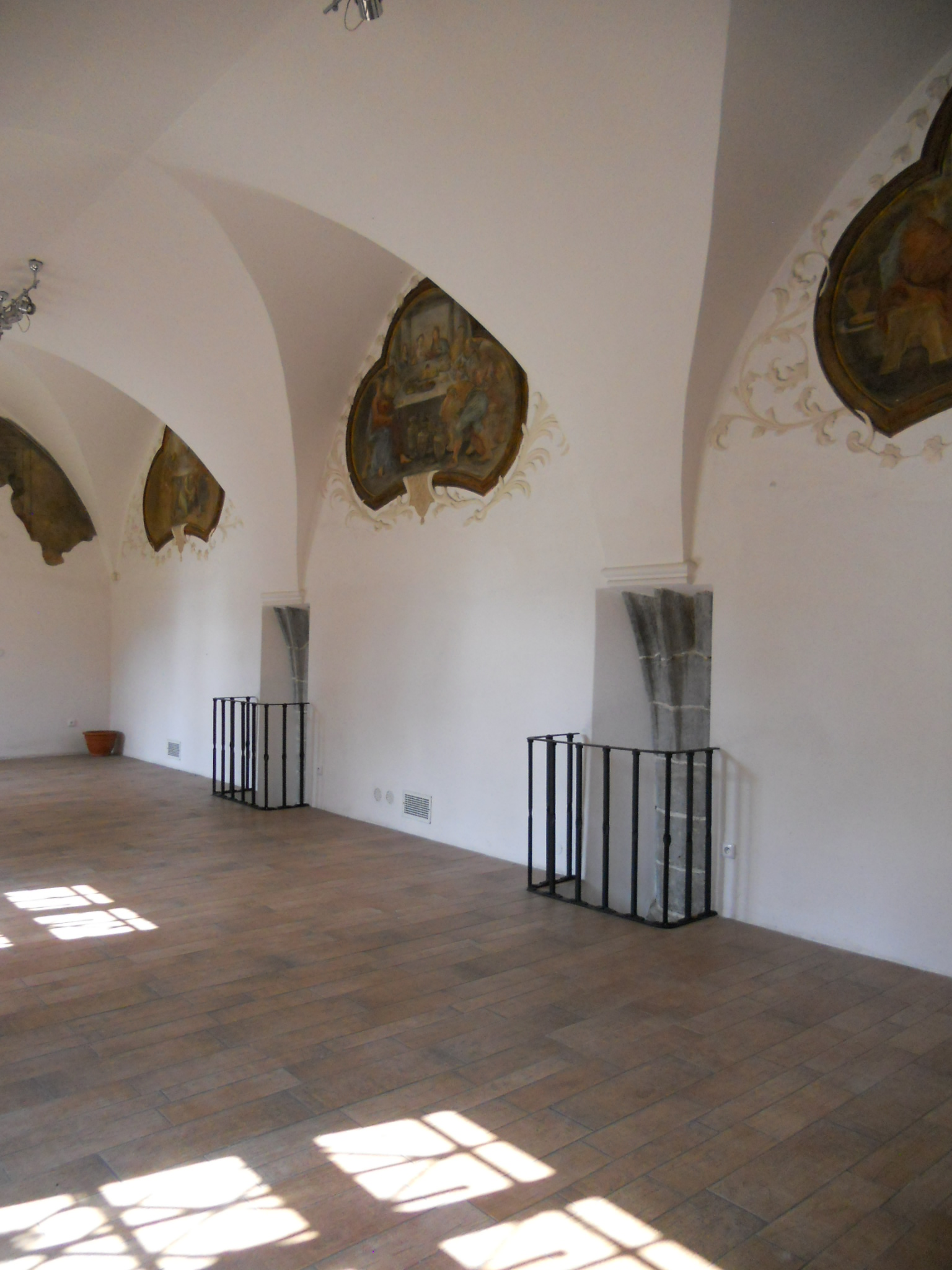
Zimní refektář

### 20. století
V květnu 1945 byl v důsledku vojenských operací ke konci druhé světové války klášter výrazně poškozen. Opravován byl poté v letech 1945–1947. V roce 1950 byly řeholníci deportování z kláštera a objekt byl zabrán pro zemědělsko-lesnický archiv. Počátkem 90. let 20. století řád klášter obnovil.
Po požárech 1953–1955 a 1981–1989 byly vytvořeny jednoduché fasády konventních budov. Ty jsou uspořádány okolo dvou nádvoří. Středem staršího východního čtyřkřídlého bloku je původní středověký rajský dvůr obklopený patrovou křížovou chodbou.

## Architektura

### Možné inspirace a vlivy

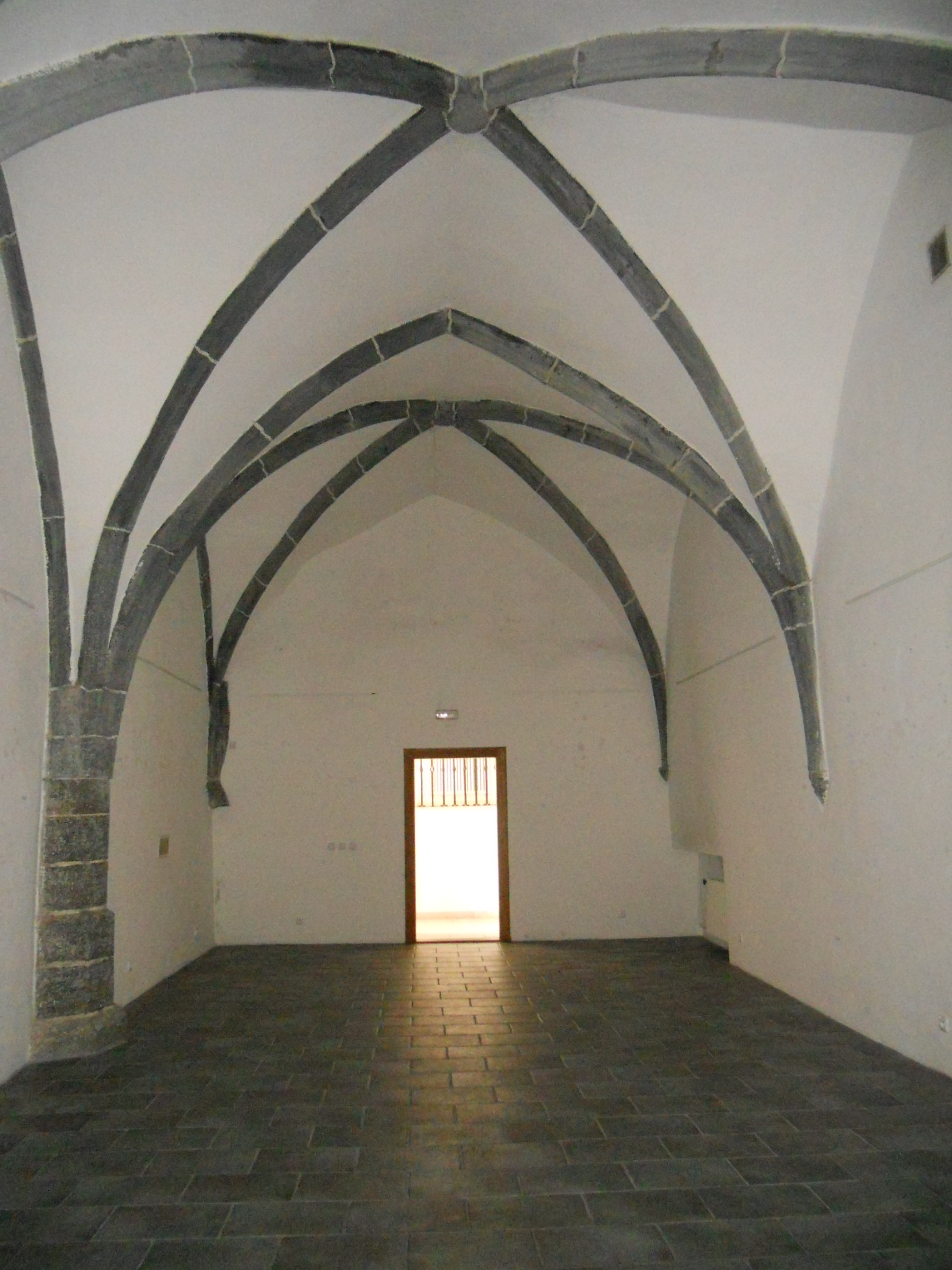
Gotická síň

Opavský minoritský kostel se zařadil mezi ve střední Evropě rozšířený typ vysokých, úzkých a prostorově hlubokých mendikantských kostelů. Jednou z inspirací byl nedaleko Opavy, v dnes polské Ratiboři, postavený dominikánský kostel sv. Jakuba. Jeho dlouhá původně neklenutá cihelná loď byla vybudována v 60. letech 13. století. Obliba protáhlých kostelů byla zejména ve 13. – 14. století. Ve dvacátých letech 14. století se stala minoritům architektonickou výzvou dostavba presbytáře konkatedrály Nanebevzetí Panny Marie. Presbytář kostela konkurenčního řádu dominikánů byl stejného uspořádání. Tři obdélná pole s křížovými klenbami a polygonálním paprsčitě zaklenutým závěrem, představuje přímý dispoziční vzor minoritského choru.

### Dochované zdivo klášterního kostela
V osmém až devátém desetiletí 13. století byla připojena k zaniklému presbytáři kostela sv. Ducha vysoká dlouhá loď kostela. Stěny kostelní lodi byly odlehčeny lomenými, širokými, mělkými, slepými arkádami se štíhlými oblými pruty vloženými do ústupku. Zdivo kostela v exteriéru zůstalo režné, na rozdíl od ostění úzkých, štíhlých oken, vyplněných původně kružbami, která byla omítnuta vápennou omítkou. Z kružeb se zachovala v torze jediná, v nejzápadnějším poli boční lodě, a ta je tvořena trojlistem vepsaným do kruhu, který nesly dva lomené obloučky. Loď měla původně plochý strop a presbytář byl propojen vítězným obloukem. U podélných zdí lodi nemůžeme vyloučit později odbourané opěrné pilíře, které vymezovaly obdélná pole lodi. Pozoruhodným zdobícím prvkem opavské kostelní lodi byly lomené liché arkády.
Původní výšku zaklenutí ukazuje žebro, které je převážně dochované na jižní straně zdi hranolové zvonice. Prostor choru uzavřel sled tří křížových a závěrové paprsčité klenby vynášené precizně tesanými pískovcovými hruškovými žebry která plynule odvíjela z linearizovaných svazkových hruškových přípor, její zbytky jsou nad stávající barokní klenbou dodnes patrné.

### Interiér

#### Kostel
K roku 1265 již pravděpodobně disponoval kostel dokončeným presbytářem při zasedání kapituly česko-polské provincie. Kněžiště zmíněné k roku 1269, bylo cihelné a do budoucí lodi se otevíralo odstupňovaným na hranách okoseným, lomeným, vítězným obloukem. Dodnes se z něj dochoval úsek jižní zdi, později nadstaven vrcholným chorem.
Dle Heleny Soukupové měl presbytář v tomto období dvě obdélná pole a byl zakončen polygonálně. Do dnešní doby se nezachoval, ale dle její úvahy se dochoval mírně lomený záklenek s okosenou profilací. Badatelka předpokládala, že se do dnešní doby zachovaly i stěny východního křídla konventu obsahující sakristii a rozměrnou kapitulní síň.
V sedmdesátých až osmdesátých letech 13. století byla k dnes zaniklému presbytáři připojena jediná vysoká a dlouhá cihelná loď kostela s pískovcovými kružbami. Podobné okno bylo odhaleno v ose západního průčelí roku 1998. Úzký protáhlý prostor měl nejméně západní nároží obvodového zdiva zpevněn diagonálně postavenými opěráky. Po dokončení kostelního presbytáře pokračovala pozvolná výstavba zděných budov kláštera. Nejdříve bylo vybudováno východní cihelné křídlo konventu obsahující sakristii a rozlehlou kapitulní síň.
V místě napojení východního křídla konventu na chrámový presbytář je doložen i krátký úsek staršího zdiva. Tento presbytář byl téměř stejně vysoký jako dochovaná loď kostela. Na severní straně presbytáře byla vybudována mohutná hranolová věž s křížově klenutou komorou v patře.
V pozdní gotice byl nad kostelním presbytářem vztyčen vysoký krov sedlové střechy opřený na západě do strmé stoupající štítové zdi. Střecha presbytáře byla korunovaná štíhlou a vysokou sanktusní věžičkou. Krov sám dosahoval stejně výšky jako helmice kryjící věž po jeho boku a značně přesahoval výši kostelní lodi. Střecha kostela sv. Ducha patřila k nejmodernějším a nejpůsobivějším kostelním střechám v Zemích Koruny české.

#### Okna
První dvě desetiletí 14. století přinesla nový motiv větších oken. Velká okna měla v duchu mystických kázání propouštět do interiéru záplavu světla. Důležitou roli mělo obzvláště střední východní okno, které mělo být hlavním zdrojem průniku světelných paprsků dopadajících na oltář. Počátkem prostřední třetiny 14. století došlo ke stržení téměř celého, přibližně sedmdesát až osmdesát let starého presbytáře kostela sv. Ducha a jeho nahrazení novým, hloubkově i výškově dimenzovaným chorem. Velká okna s šikmým ostěním byla zdobena kružbami s pětilistem a byla větší než zbývající chórová okna.

#### Portál
Přibližně v osmdesátých letech 14. století byla výstavba středověkého kláštera minoritů uzavřena osazením západního portálu kostela sv. Ducha. Portál má půlkruhovou archivoltu a kvalitně tesané profilované ostění s oblouny hruškovitého tvaru. Dosedá na profilovaný sokl. Vnější prut archivolty byl původně posazen asi jedenácti nebo dvanácti druhotně odsekanými kraby. Portál byl dílem tří kameníků, kteří pracovali podle jednoho rysu. Důkazem jsou 3 kamenické značky vysekané do jeho archivolty. Portál patří k nejkvalitnějším z Moravsko-slezského kraje, odkazuje k architektuře Petra Parléře. Ze svatovítské katedrály je znám obdobný portál vedoucí do kaple sv. Václava.

#### Kapitulní síň

##### Stavebně-historický vývoj
Nejstarší kapitulní síň se nacházela v místech dnešní síně, a do rajského dvora se otevírala klenutým vstupem a okosenou vnější hranou. Síň byla postavena z cihel , základové zdivo a nadzemní zdivo bylo z lomového kamene částečně byl využit i starý objekt s pohřebištěm.
Stavebně historický průzkum z roku 2000 dokládá, že kapitulní síň v první třetině 14. století prošla přestavbou. Dnes je přepažena příčkou.
Ve druhé polovině 14. století došlo k další přestavbě, tehdy byla vybudovaná klenba, kterou síň dosud postrádala. Původně stavitelé uvažovali o vybudování složitější klenby, která měla vyrovnat kolizi os oken a tří válcových pilířů v podélné ose síně. Následně došlo ke změně plánu zaklenutí. Prostor byl zaklenut osmi poli křížových kleneb, dodnes se v této podobě dochovala západní loď. Zdi zdobily malby vytvořené okolo roku 1400 (např. v zimním refektáři se na nich zachovala postava světice). Ve stejném období byla vymalována sousední sakristie, kde byl odhalen výjezd jezdce s lukem nad barokními klenbami.
Tvar žeber navazuje na profil žeber v prvním patře věže kostela sv. Ducha. Robustní válcové pilíře mají polygonálním sokl, který má hrany podporující směr linií klenebních žeber, což dokládá působení slezské tradice v první polovině 14. století. Tufitové sloupy jsou zakončeny nahoře okosením. Ze sloupů vybíhají žebra, která jsou rovně podseknuta, na obvodových zdech jsou žebra uchycena na trojbokých konzolách, ty se nacházejí přibližně ve výšce 170 cm nad úrovní později vybudované, barokní podlahy. Klenby jsou ve vrcholech zakončeny plochými, kruhovými svorníky. V západní polovině jižní obvodové zdi síně byl roku 1942 při opravách odhalen zazděný průchod. Patrně se jednalo o portál propojující kapitulní síň s prostorem jižně od kapitulní síně.

#### Sakristie
Východní křídlo obsahuje v přízemí dvoulodní sakristii. Velikost sakristie v půdoryse pravděpodobně odpovídá středověkým rozměrům tohoto prostoru. To dokazuje odhalení gotických maleb nad klenbami, což je důsledkem radikální úpravy v barokním období, kdy se zřítily staré klenby prostoru, a poté byly nahrazeny stávajícím zaklenutím. Sakristie byla rozdělena dvěma podporami v dvoulodí. Oba mohutné osmiboké pilíře byly vytvořeny v 16. – 17. století a byly rekonstruovány po požáru roku 1790. Roku 1666 byly k sakristii přičleněny dvě místnosti vyčleněné z kapitulní síně.

#### Věž
Postavením věže došlo k porušení neodvolaných nařízení narbonnské řádové kapituly z roku 1260, která věže u minoritských kostelů zakazovala, a poukazovala tak na všeobecné nedodržování tohoto nařízení ve střední Evropě. Mohutná věž má mírně obdélný půdorys. V prvním patře byla místnost zaklenuta křížovou klenbou. Výběhy jejích klínových, na bocích vyžlabených žeber z pískovce se částečně dochovaly dodnes. Vybíhaly z rohů místnosti nízko nad podlahou. Nad sklenutou komorou bylo další věžní patro s otvory v západní a jižní zdi. Západní vstup zřejmě představoval vstup do pater věže nad zaklenutou místností, jižní vstup musel být obrácen do interiéru presbytáře, jeho funkce je zatím neznámá. Původní ukončení věže neznáme.

##### Kostel klarisek
Jediná dochovaná část tohoto kostela je torzo oratoře panen, která byla vložena k západní části lodi sousedícího kostela sv. Ducha. Dnes se nachází v předsíni kostela sv. Ducha. Prostot této oratoře byl zaklenut valeně. Lomená čela této klenby jsou dosud zachována. V západní části je oratoř dodnes prosvětlena lomeným oknem, šikmé ostění v kamenném zdivu chrámu je vytvořeno z cihel. Vzorec okenní kružby původně tvořily tři kruhy s vepsanými pětilisty nad dvojicí jeptišek. Dnes jsou zachované pouze kružby. V protilehlé zdi bylo okno s tufitovou kružbou. Oratoř vznikala souběžně s původním kostelem klarisek v letech 1302-06. Po požáru 1431 došlo k přestavbě, patrně byl poškozen západní štít kostela sv. Kláry, došlo k jeho přestavbě z cihel. V roce 1689 klášter s kostelem vyhořel. V průběhu oprav byl stržen a nahrazen novostavbou celý konvent, jehož křídla vymezovala rajský dvůr obklopený ve východním a západním křídle křížově klenutou chodbu. Ta byla v jihozápadním nároží dispozice přerušena kostelem sv. Kláry. Ten byl pravděpodobně dvoulodní a nad jeho průčelím se tyčila oktogonální věžička, která byla po požáru obnovena.

## Zajímavosti
- Mikuláš II. se v minoritském kostele rozhodl zřídit nové rodové pohřebiště poslední legitimní větve Přemyslovců. Po své smrti byl zde roku 1365 pochován. Kněžiště i s hrobkou byly dokončeny patrně 1362, kdy minorité obdrželi privilegium Mikuláše II. Poslední z pohřbených Přemyslovců v minoritském klášteře v Opavě byl syn a vnuk Mikuláše II. vévoda opavský a münsterberský Arnošt, jeho pozůstatky byly do rodové hrobky dány až v roce 1485.
- K roku 1375 se dochovala zmínka o klášteře, kdy minorité poskytli útočiště proskripce Konráda zvaného Kunlin, syna opavského měšťana Petra Troppauera. Ten byl vyhozen z Opavy na 100 let pro několik přestupků. Únikem do kláštera se vyhnul bezprostředním sankcím.

## Galerie

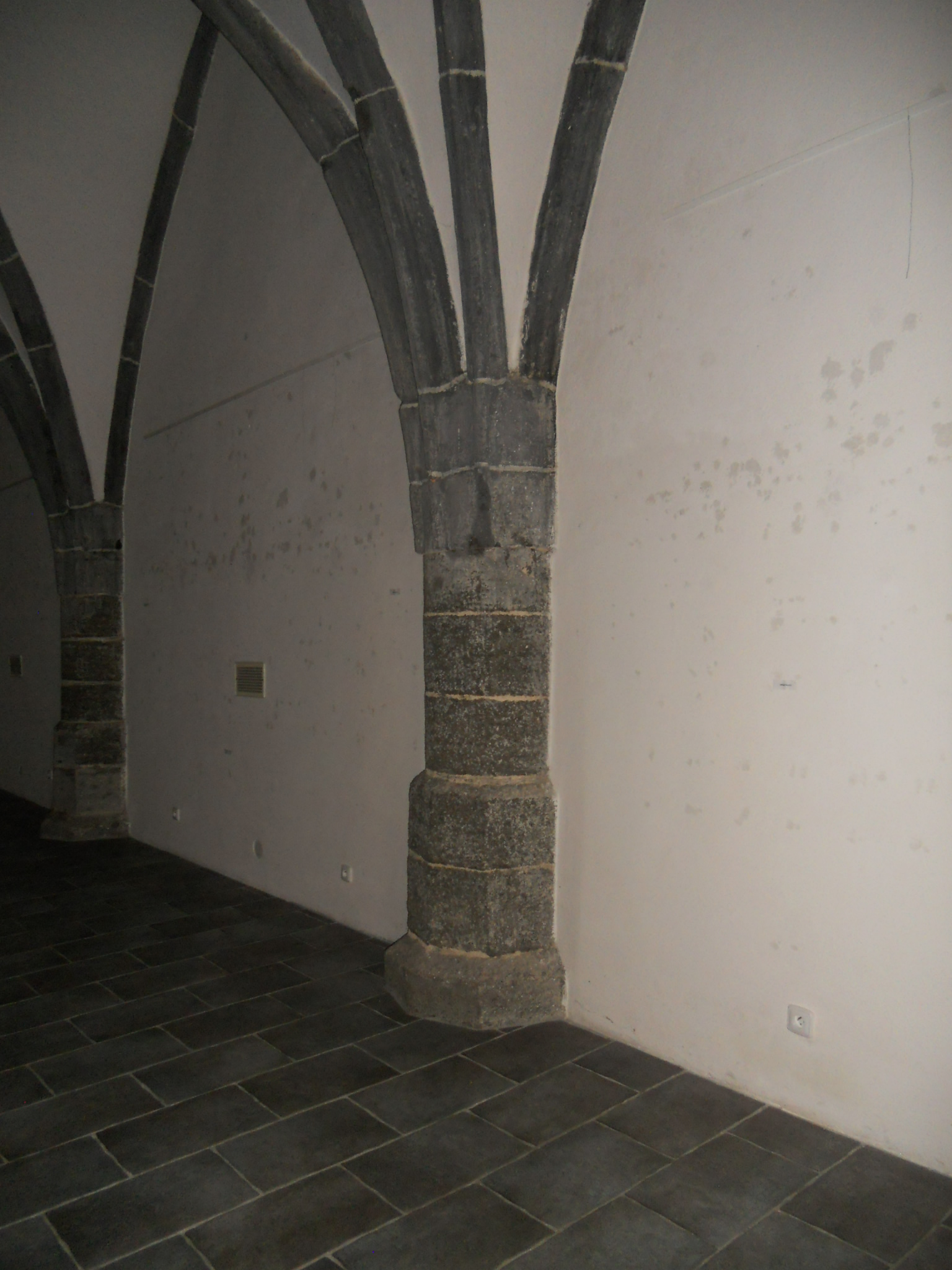
Gotická síň
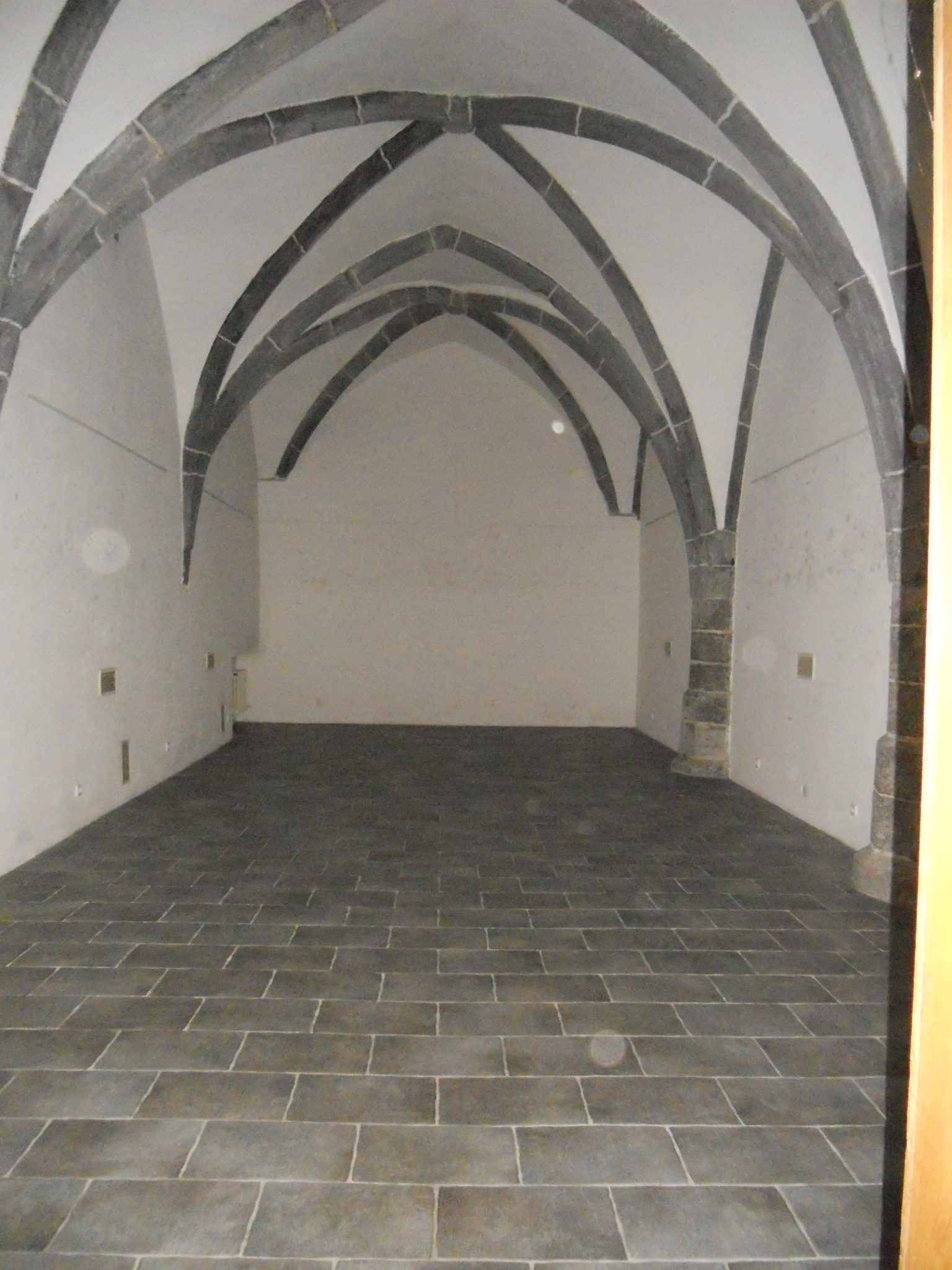
Gotická síň
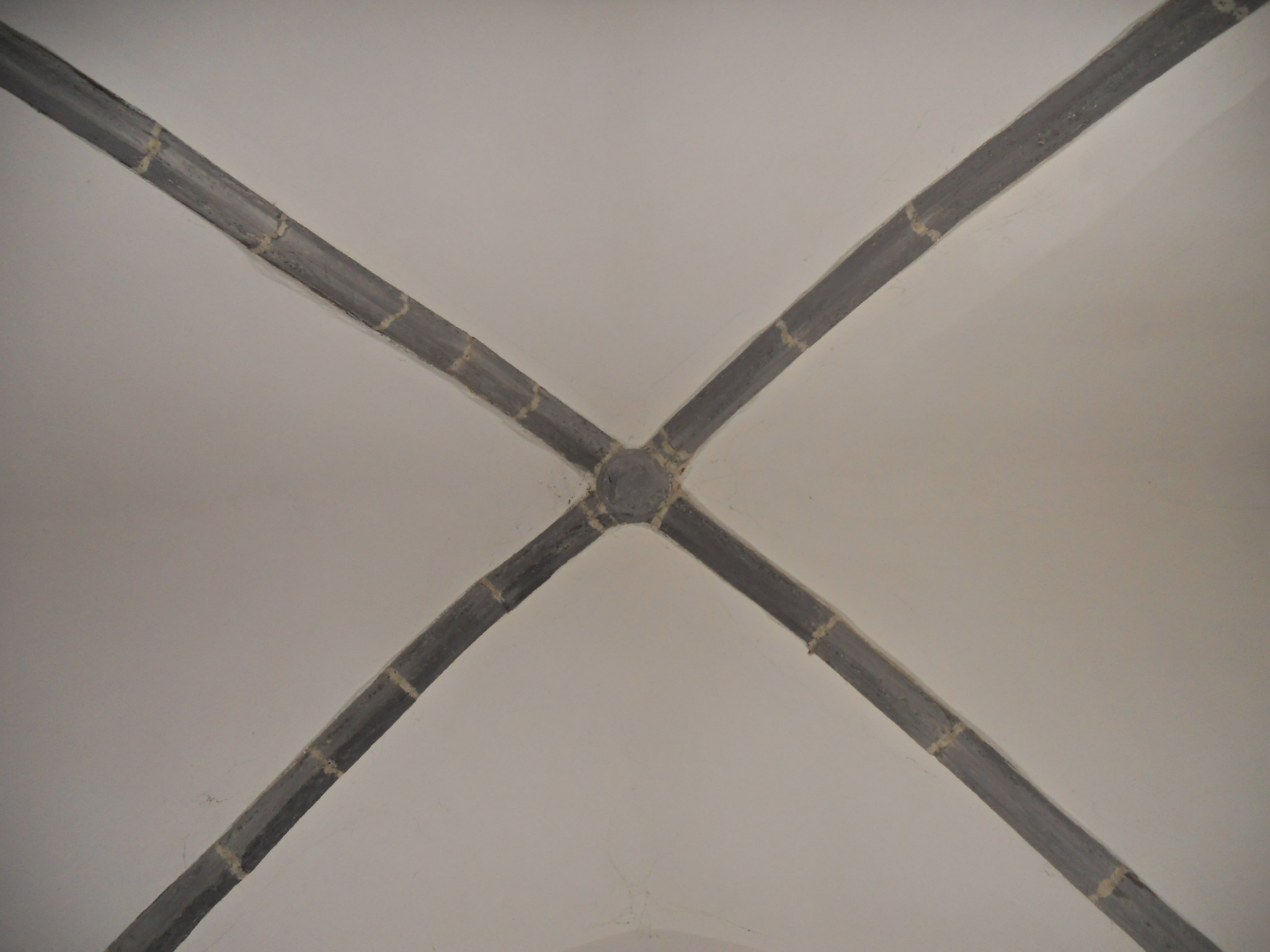
Gotická síň
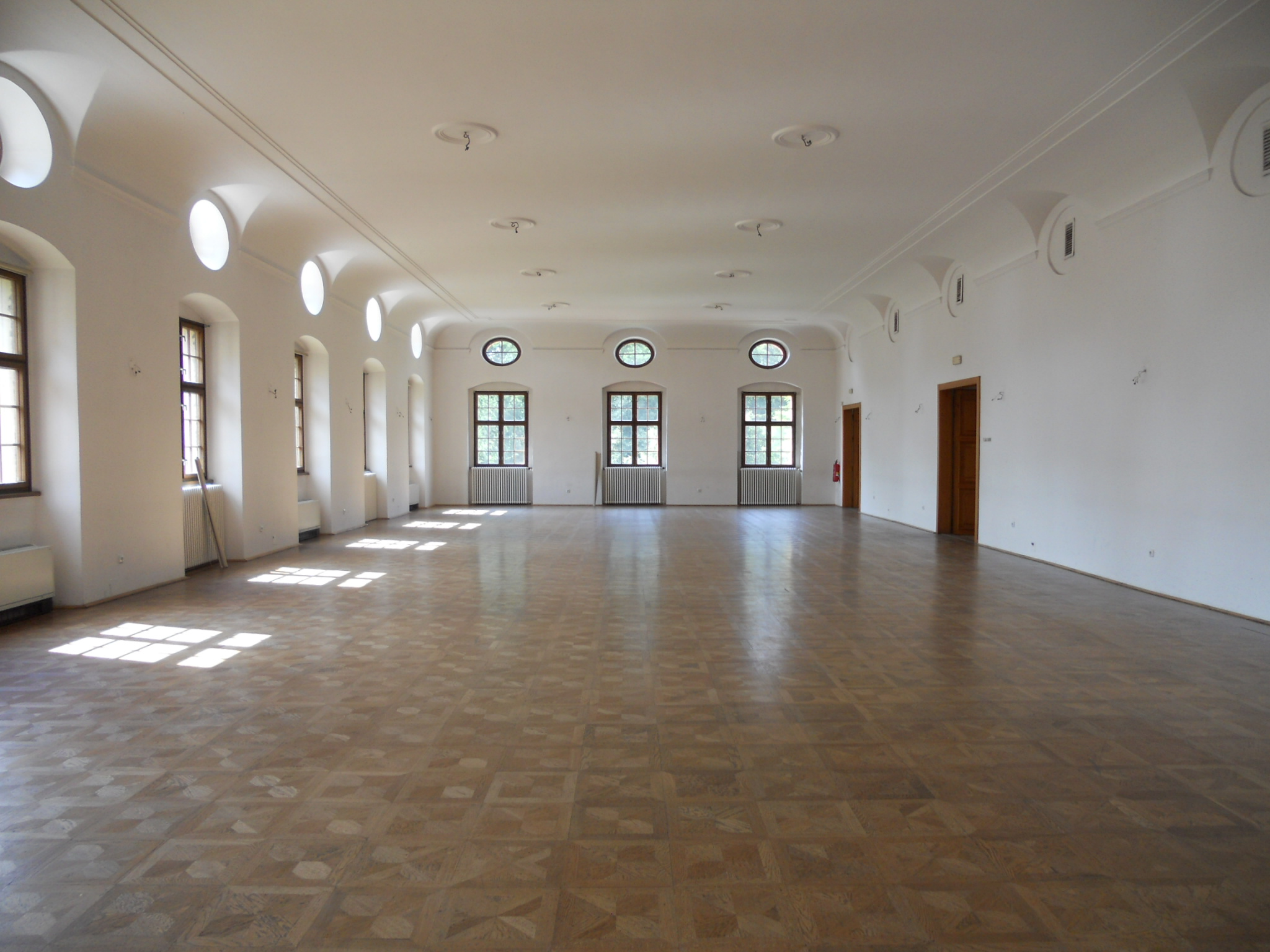
Sál minoritského kláštera
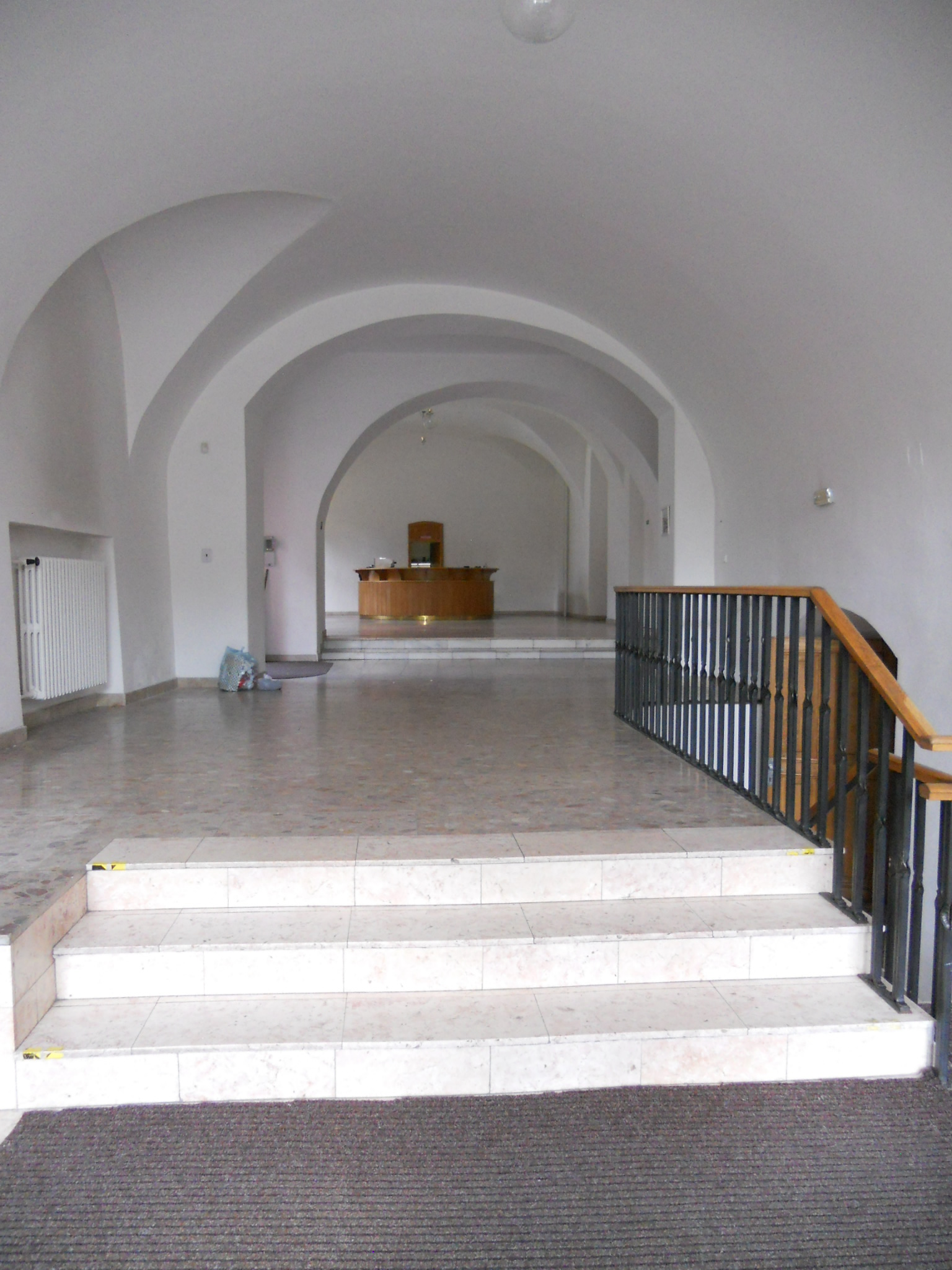
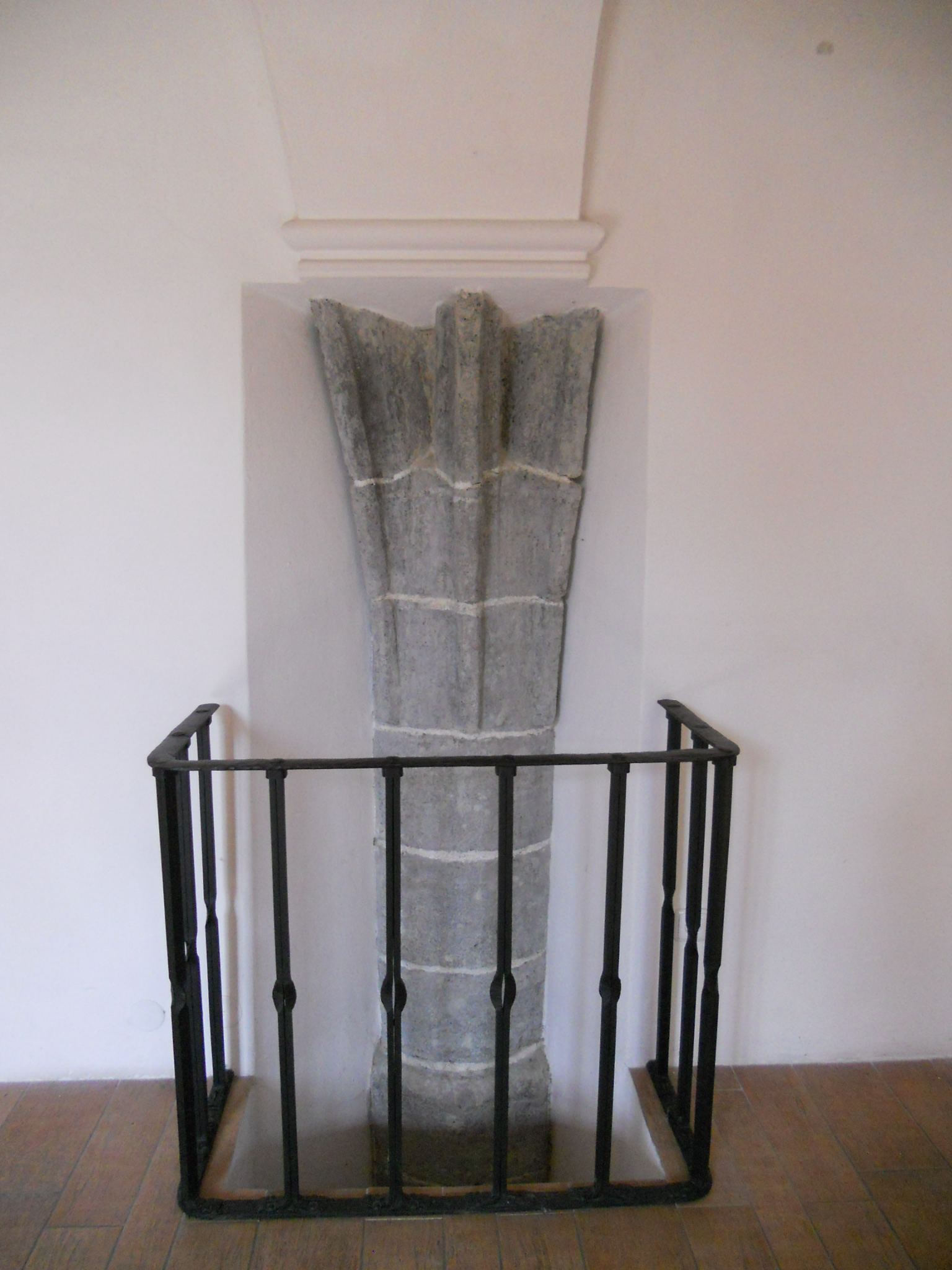
Zimní refektář
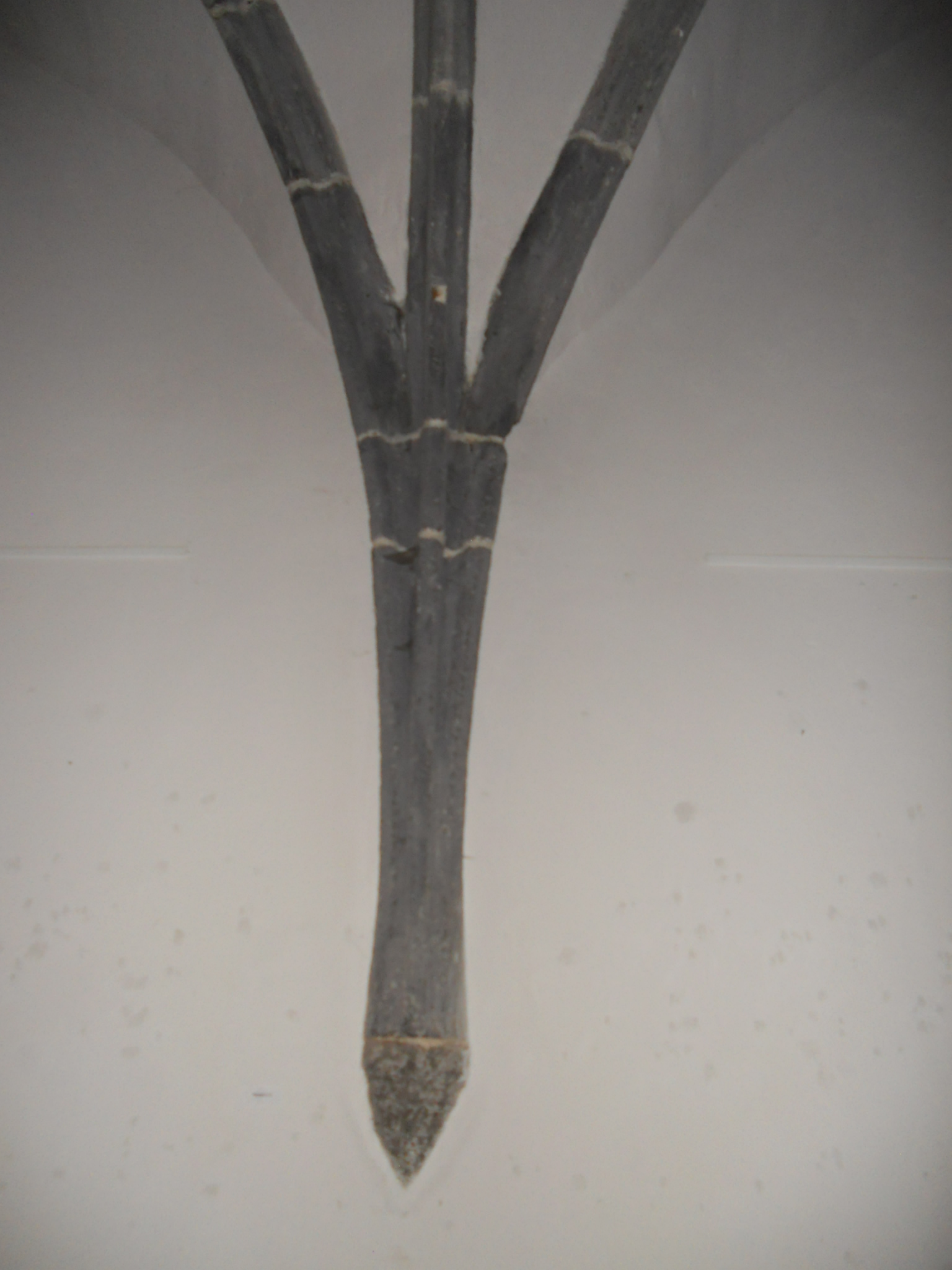
Gotická síň
- Půdorys
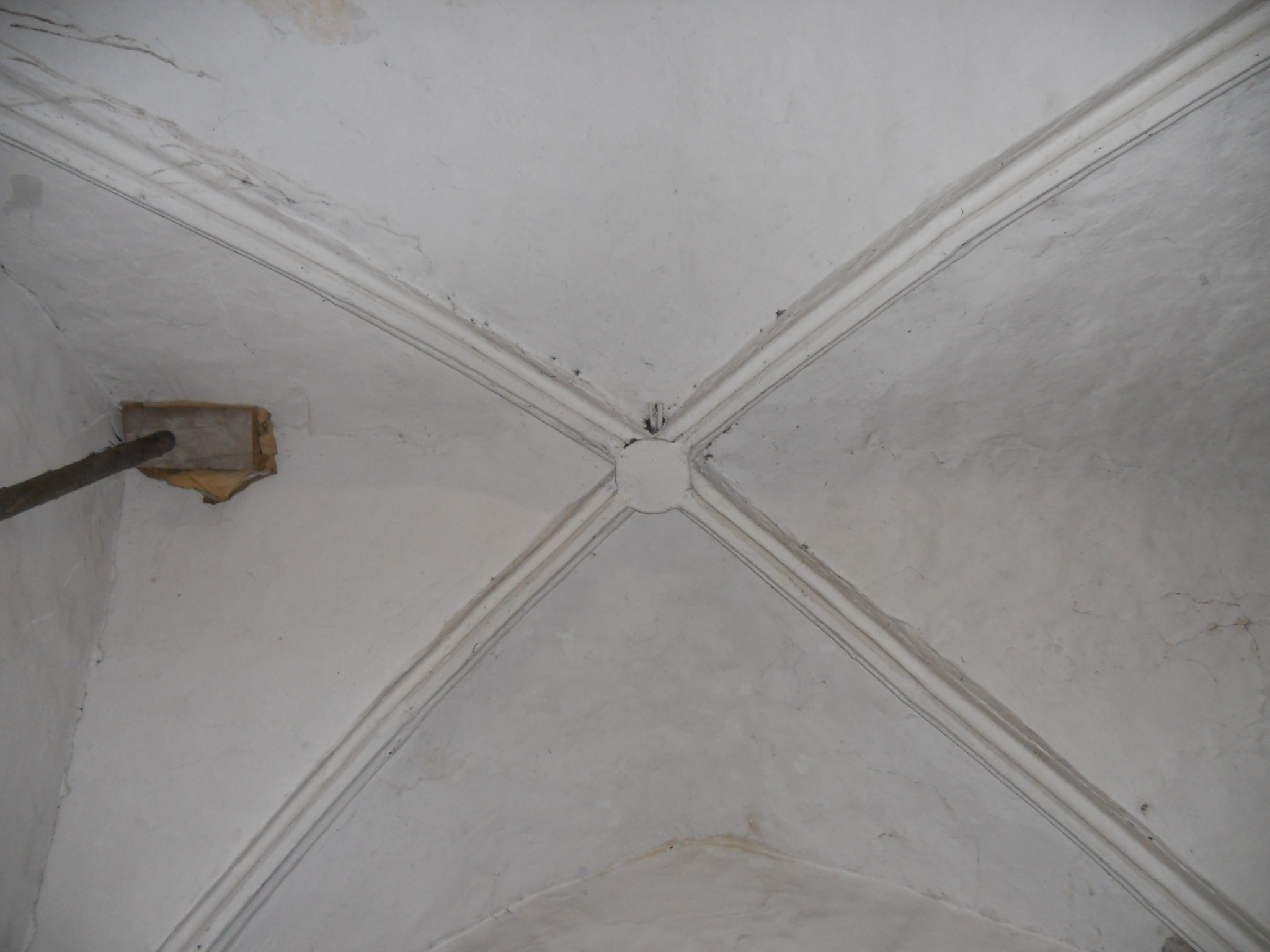
Dochovaná křížová klenba
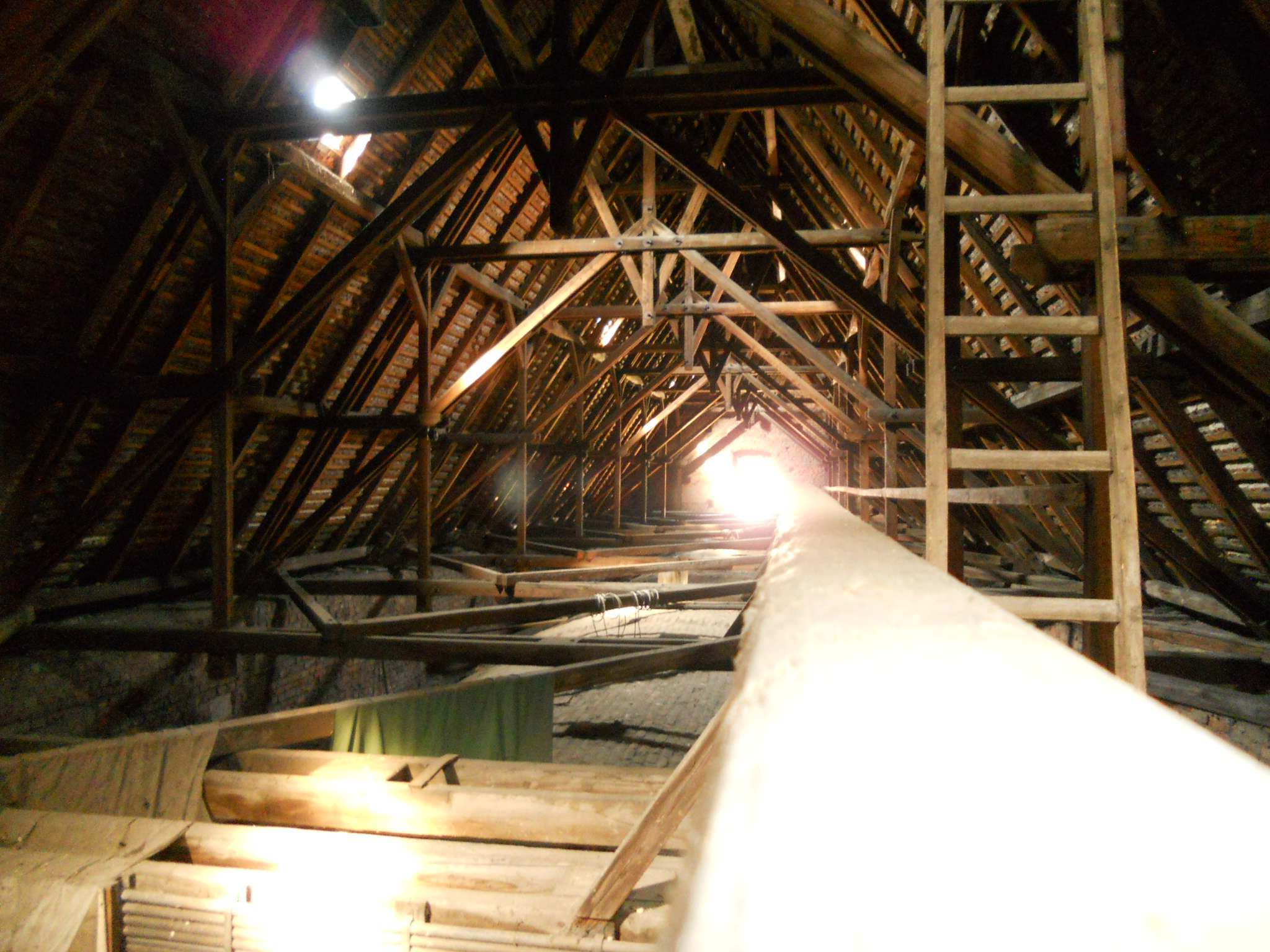
Krov kostela
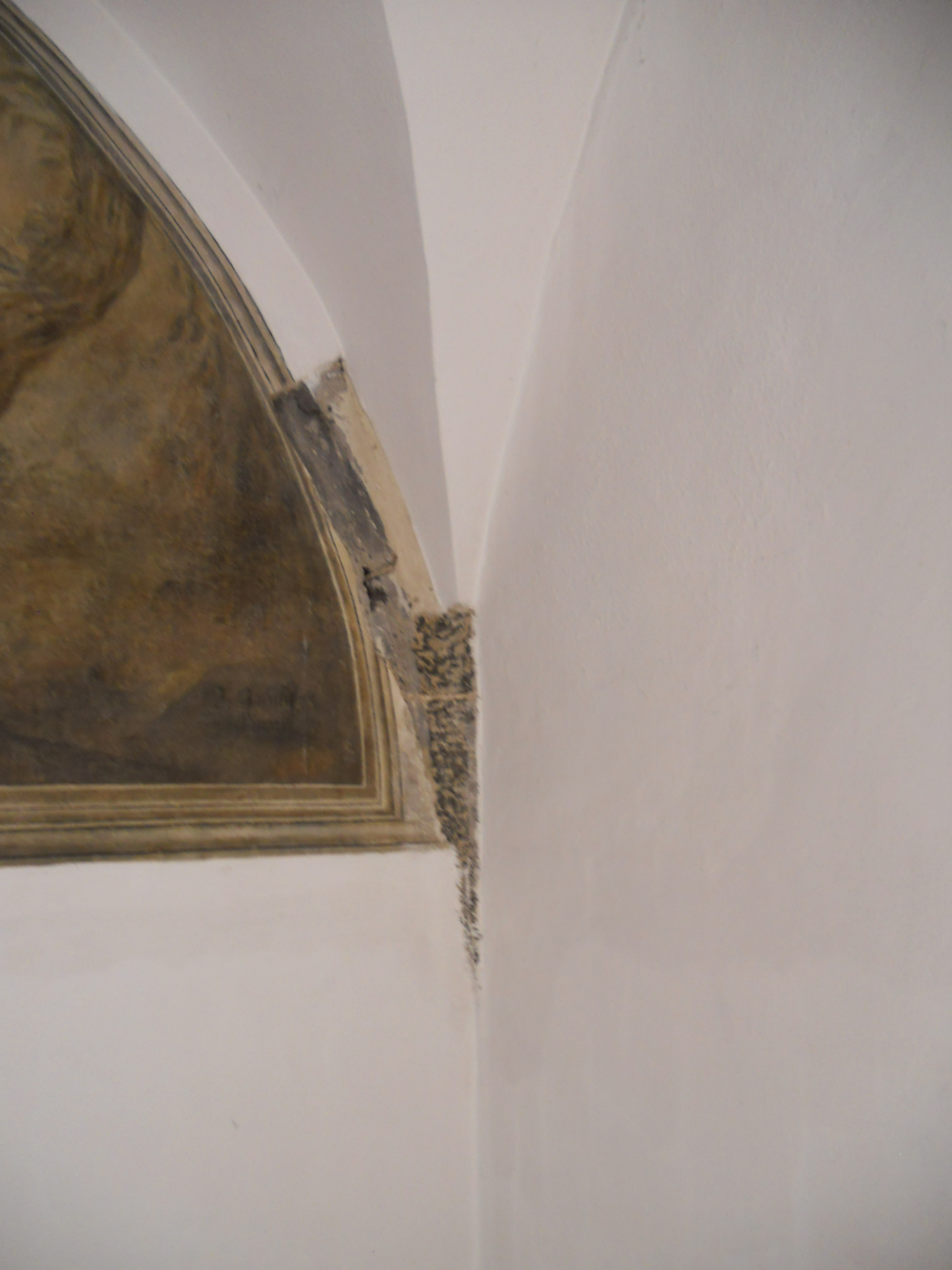
Zimní refektář
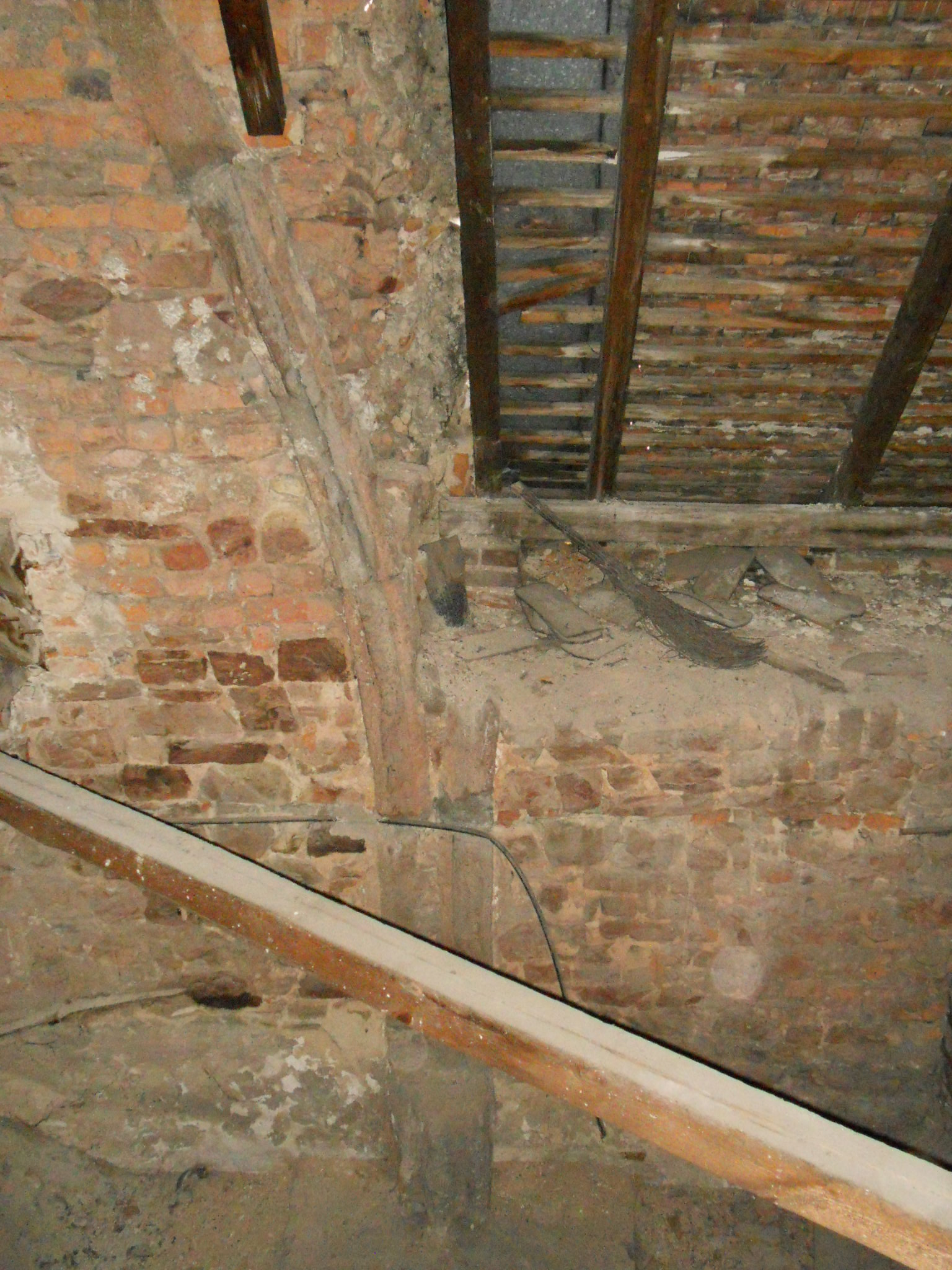
Pozůstatek části klenby nad krovem
- Půdorys
- Půdorys
- Půdorys
- Půdorys
- Půdorys
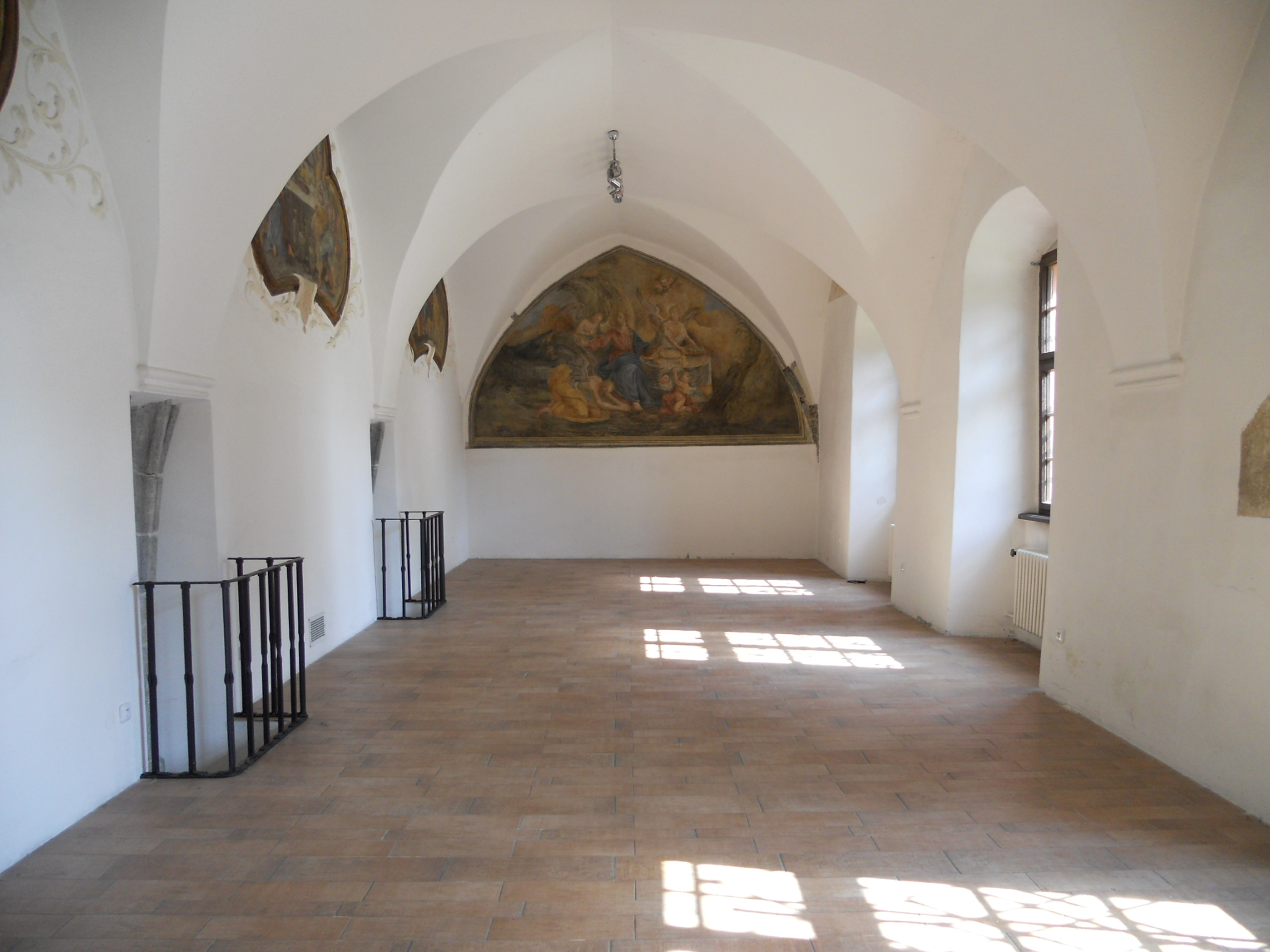
Zimní refektář